# Phyllostachys viridiglaucescens
Phyllostachys viridiglaucescens és una espècie de plantes monocotiledònies de la família de les Poàcies, subfamília de les Bambusòidies, originària de la República Popular de la Xina. Són bambús gegants, creixent de 4 a 7 metres per any, del qual les tiges (rostolls) poden arribar de 8 a 13 metres d'alt i de 5 a 10 cm de diàmetre.
És un bambú molt rústic que pot resistir als gels i fins a -20 °C (fins i tot més segons el terreny i la situació). El seu fullatge és de mitjà a dens i semi-persistent. El seu rostoll, una vegada tallat i sec, gràcies a la seva gran mida, són molt útils als horts per a diversos usos (com tutors, pèrgoles, barreres, etc) Pot també ser utilitzat en tanca i servir de talla vent o de vista de brisa.
Al nivell mundial, és utilitzat industrialment com matèria primera per a la fabricació de la pasta de cel·lulosa, sobretot a la Xina i de material de construcció i fins i tot de bastida.
Els brots (turions) surten a finals de març o començament abril.

## Distribució
L'àrea de repartició original de Phyllostachys viridiglaucescens se situa a la Xina ː províncies d'Anhui, Fujian, Jiangsu, Zhejiang. La planta és cultivada principalment a la Xina. L'espècie ha estat introduïda a certs països, sobretot a Amèrica: Guatemala, Hondures, Estats Units.

## Taxonomia

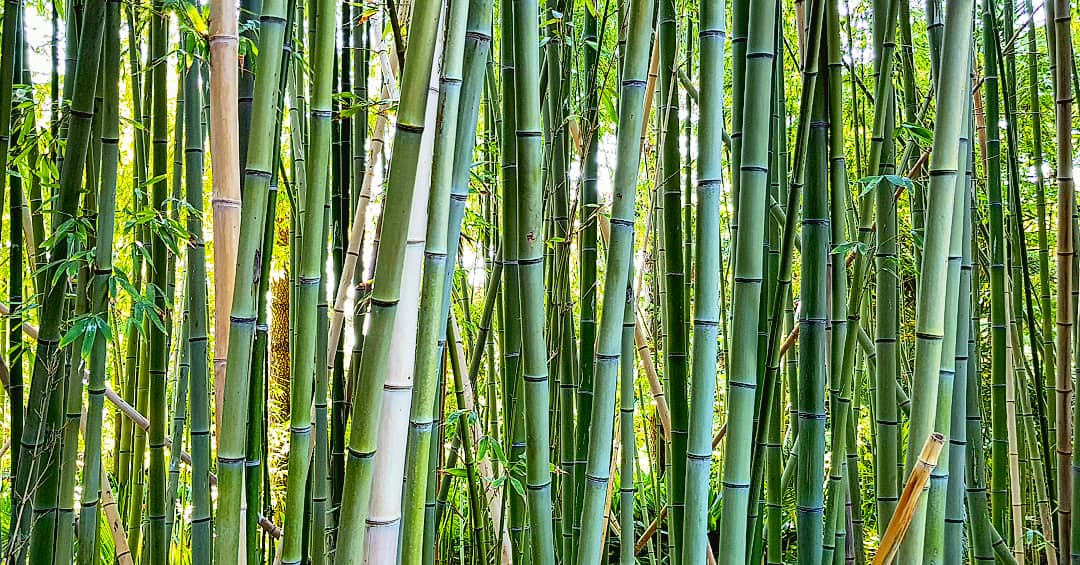
Phyllostachys viridiglaucescens, bambú gegant, al Jardí botànic de Blanes, Marimurtra

Phyllostachys viridiglaucescens va ser descrita per primera vegada per Élie-Abel Carrière, botànic i horticultor francès, i publicada l'any 1869 sota el nom de Bambusa viridiglaucescens a la Revista Hortícola Revue Horticole; résumé de tout ce qui parait d'intéressant en jardinage [etc.], 292, París.
El nom actual, Phyllostachys viridiglaucescens, ha estat atribuït (sota la forma viridi-glaucescens) pels germans Marie Auguste Rivière i Charles Marie Rivière, horticultors francesos, i publicat l'any 1878 al Bulletin de la Société d'Acclimatation de France, París, Sér. 3 5: 700, 773, f. 28.

### Etimologia
La Nomenclatura binomial « Phyllostachys », deriva de dos termes Grec antic, φύλλον (phýllon), la «fulla» i στάχυς (stákhus, stachys), la «espiga», en referència a les espelmes de lemmes que tenen un membre ben desenvolupat.
L'epítet específic «viridiglaucescens» és format de dues arrels llatines, viridis, « verd » i glaucescens, de glaucesco, «es tornen verd blavós», en referència al color verd-oliva enfosquit dels rostolls d'aquest bambú.

### Sinònims
Segons Catàleg of Life (15 de maig de 2018):
- Bambusa viridiglaucesens Carrière (basionyme[9])
- Phyllostachys altiligulata G.G.Tang & Hi.L.Xuu
- Phyllostachys nigrivagina T.H.Wen
- Phyllostachys viridiglaucescens var. hinkulii (V.N.Vassil.) TÉ.H.Lawson
- Phyllostachys viridiglaucescens f. hinkulii V.N.Vassil.

### Llista de les varietats
Segons Tropicos (15 de maig de 2018):
- Phyllostachys viridiglaucescens var. hinkulii (V.N. Vassil.) TÉ.H. Lawson

## Utilització
El seu principal interès és ornamental i resideix a la coloració de la Tija que, segons la seva edat (de plantació), varia del verd molt clar al verd enfosquit (a l'adultesa). El brot de bambú és comestible i suau en gust. És també utilitzat per a la fabricació de laminada-colada de bambú, per a la realització de parquets, mobles, etc., i igualment n'embiga. Aquest tindria fins i tot millors prestacions de resistències que la laminada-colada de fusta (gràcies a les característiques pròpies del bambú). És principalment fabricat a la Xina i Japó.

## Cultiu
El seu cultiu i multiplicació és senzill, es practica tallant una peça de rizoma amb les seves arrels. El bambú ha de tenir almenys de tres a quatre anys per tenir la màxima probabilitat d'èxit dels esqueixos. L'operació s'ha de fer abans del període d aparicio dels turions.
| Alçada a maduresa         | 8–13 m (Segons plantació)     |
| Rusticitat                | rústica                       |
| Composició de la terra    | normal                        |
| pH de la terra            | neutre                        |
| Humitat de la terra       | normal                        |
| Exposició                 | sol - mi-ombra                |
| Utilització en jardí      | massiu, tanca, alineació, bac |
| Utilització per a la casa | terrassa, balconada, envà     |
| Color fulla               | Vert                          |
| Fullatge                  | persistint                    |

Quan s'usa en "arbreda", aquesta varietat és traçadora i és recomanable limitar el seu espai d'extensió mitjançant una barrera antirizoma.
| Alçada max | Rusticitat  | Exposició                       |
| ---------- | ----------- | ------------------------------- |
| 8 a 13 m   | 20 a -25 °C | Totes : ombra, mi-ombra, sol.॥॥ |

Bambousaie de viridiglaucescens
Turion - Jeune empeny de viridiglaucescens (3 m l'any 1 setmana)

## Bibliografia

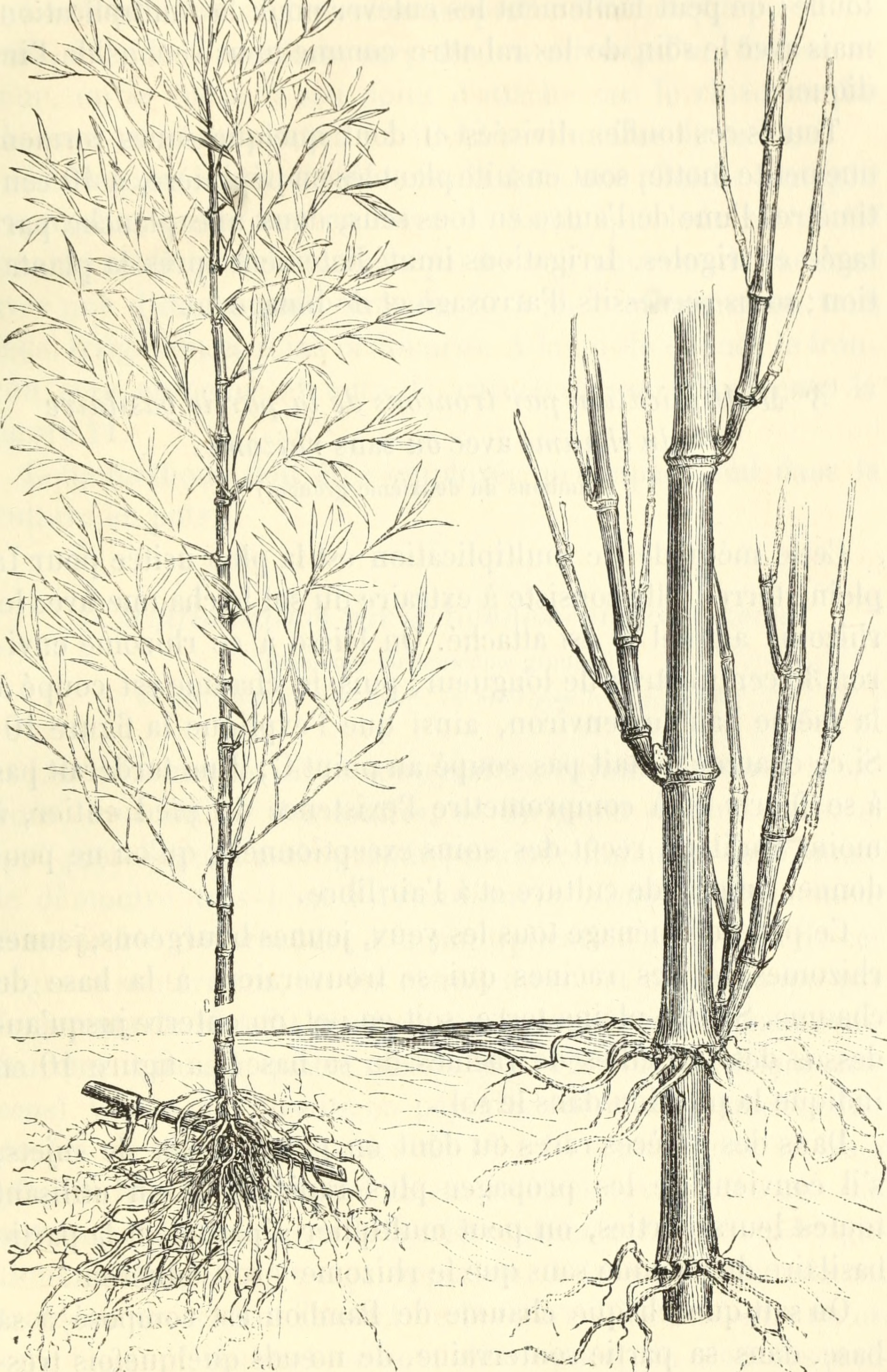
bambú Phyllostachys viridiglaucescens

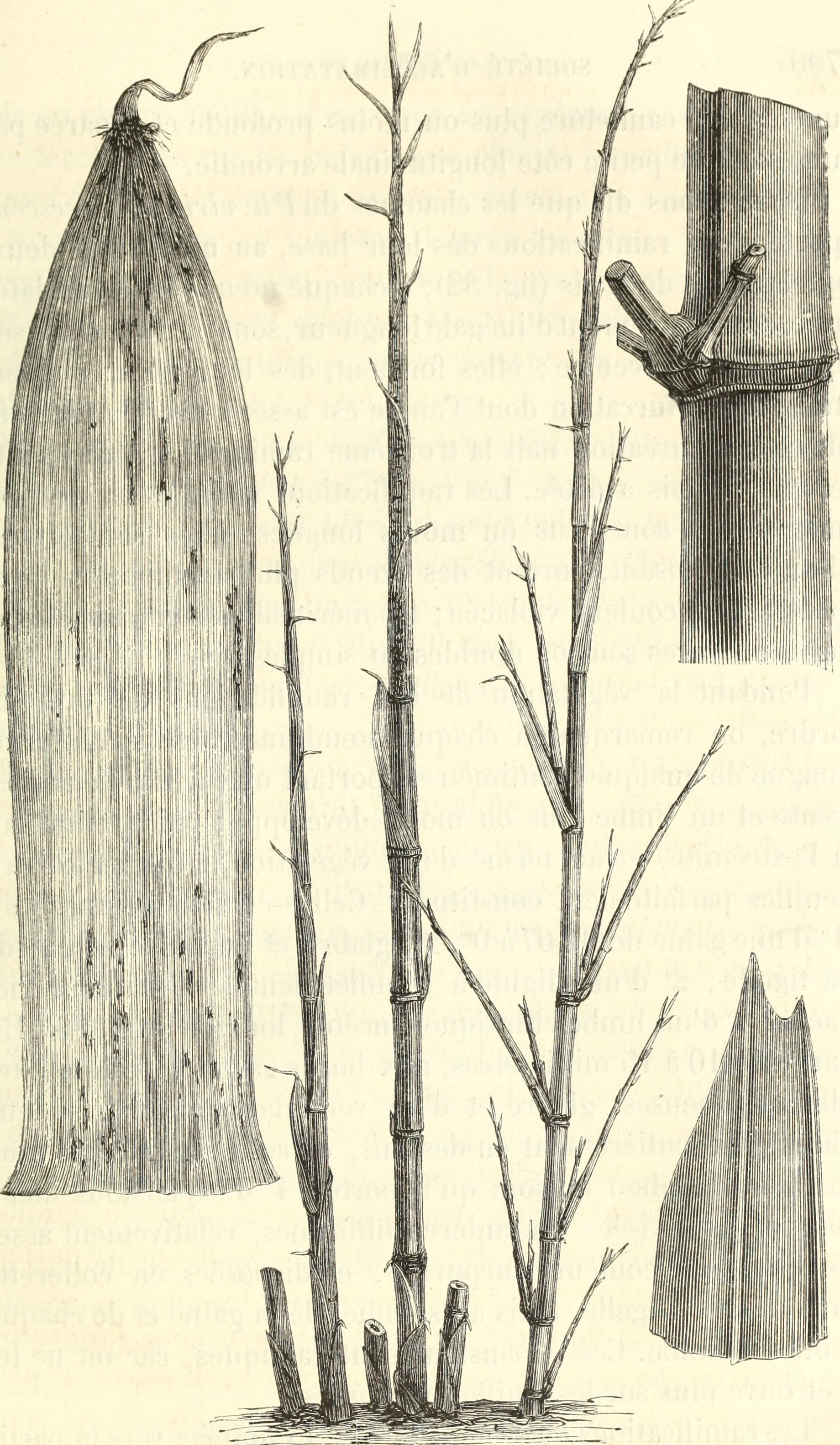
bambú Phyllostachys viridiglaucescens